# Felzins
Felzins is een gemeente in het Franse departement Lot (regio Occitanie) en telt 300 inwoners (1999). De plaats maakt deel uit van het arrondissement Figeac.

## Geografie
De oppervlakte van Felzins bedraagt 14,9 km², de bevolkingsdichtheid is 20,1 inwoners per km².

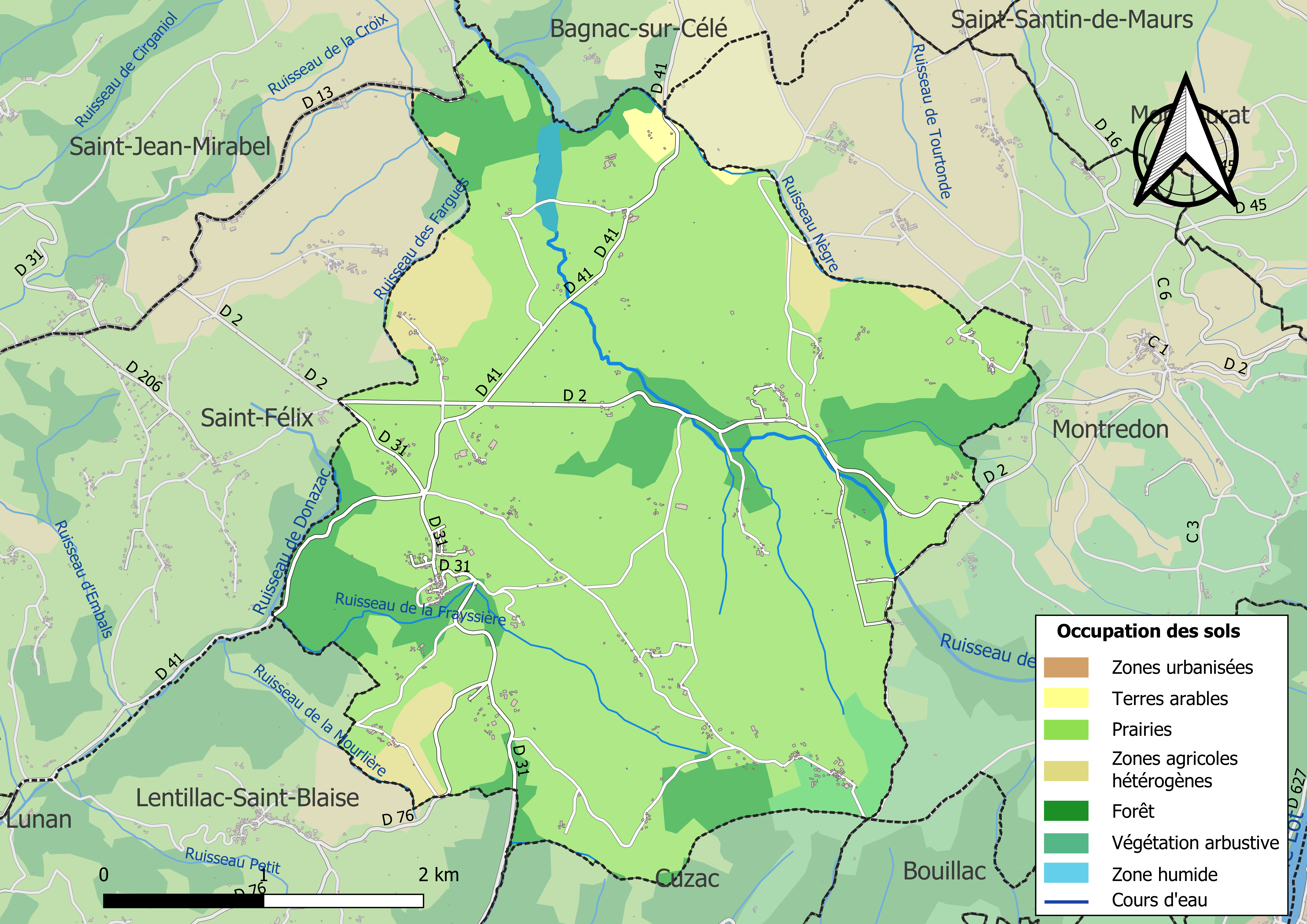
Kaart van de gemeente met de belangrijkste infrastructuur, bodemgebruik en omliggende gemeenten

## Demografie
Onderstaande figuur toont het verloop van het inwonertal (bron: INSEE-tellingen).